# Denwin Farmer
Denwin Aldrige Keith Farmer (sinh ngày 19 tháng 9 năm 1996) là một cầu thủ bóng đá người Nam Phi thi đấu ở vị trí trung vệ hoặc hậu vệ trái cho SuperSport United ở Premier Soccer League.